# Holmsund

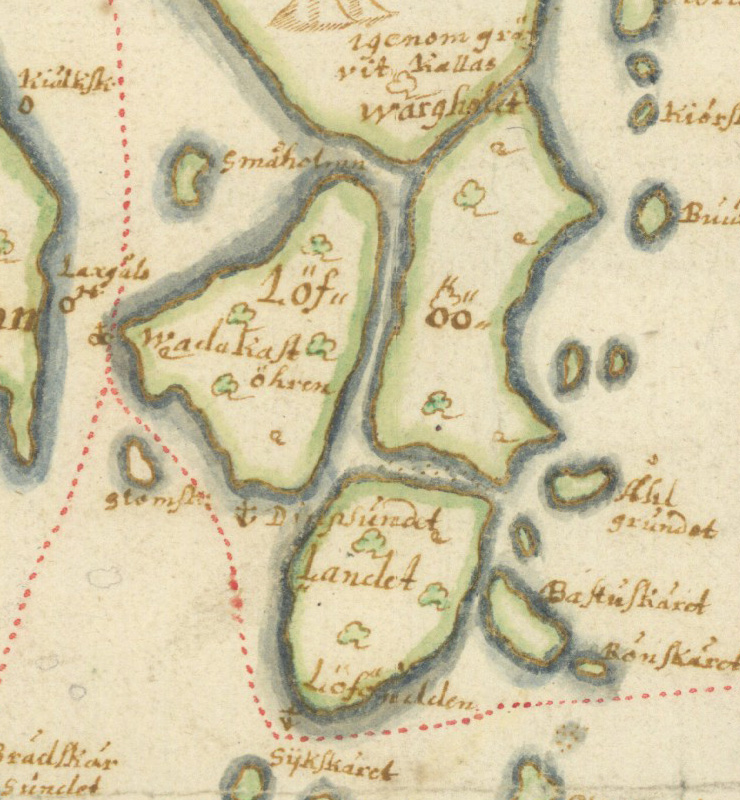
Området där Holmsund ligger avbildades på Johan Persson Geddas karta över Umeå socken 1661. De tre stora öarna, som med ett gemensamt namn kallas för Lövölandet, är idag en enda landmassa. Djupsundet ledde på den tiden in till Västerlångslädan, som nu står i förbindelse med havet genom den 200 meter långa Djupsundsbäcken, och vidare till Lövösundet och Lövöviken. Tätorten Holmsund ligger på den västligaste av de tre öarna, mitt emot Småholmen. Stomskär har idag förbundits med fastlandet genom utfyllnad och är den del av Umeå hamn där oljecisternerna står.

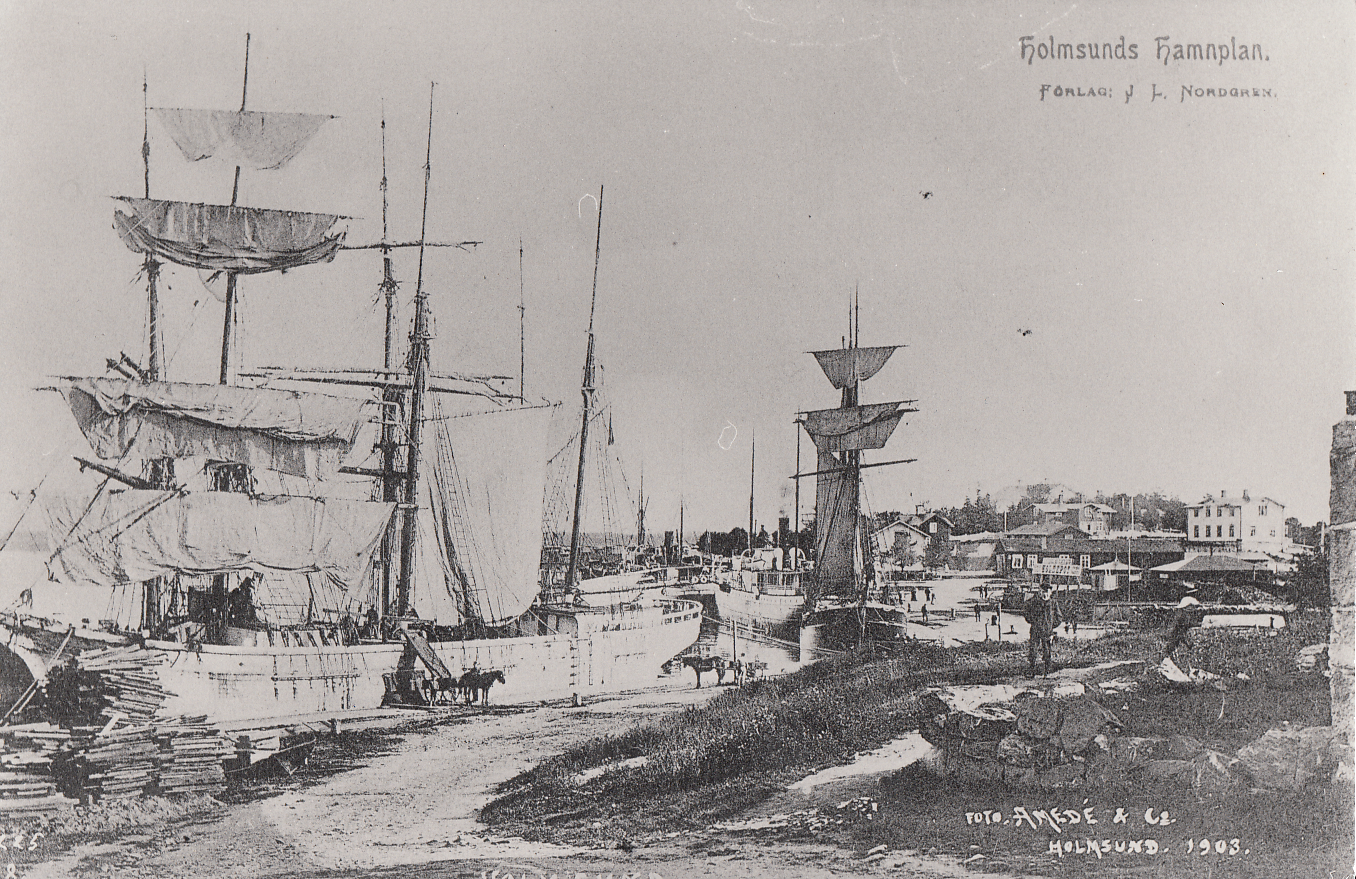
Holmsunds hamnplan, 1903

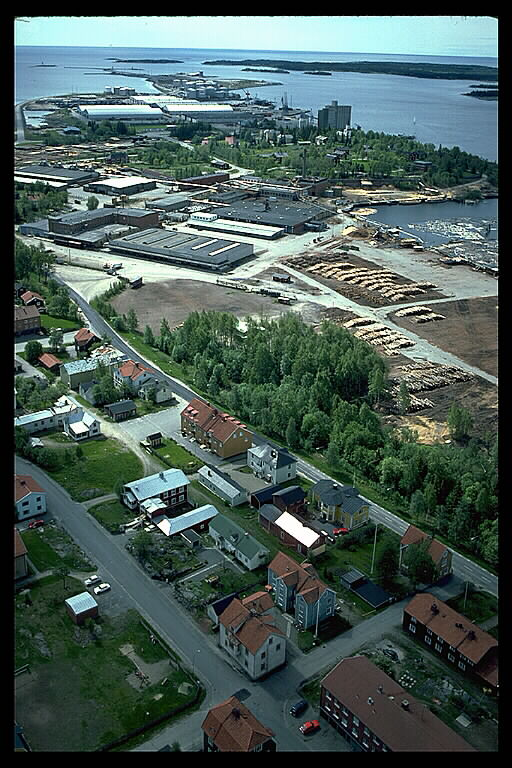
Vy över Holmsund (troligen sent 1970-tal)

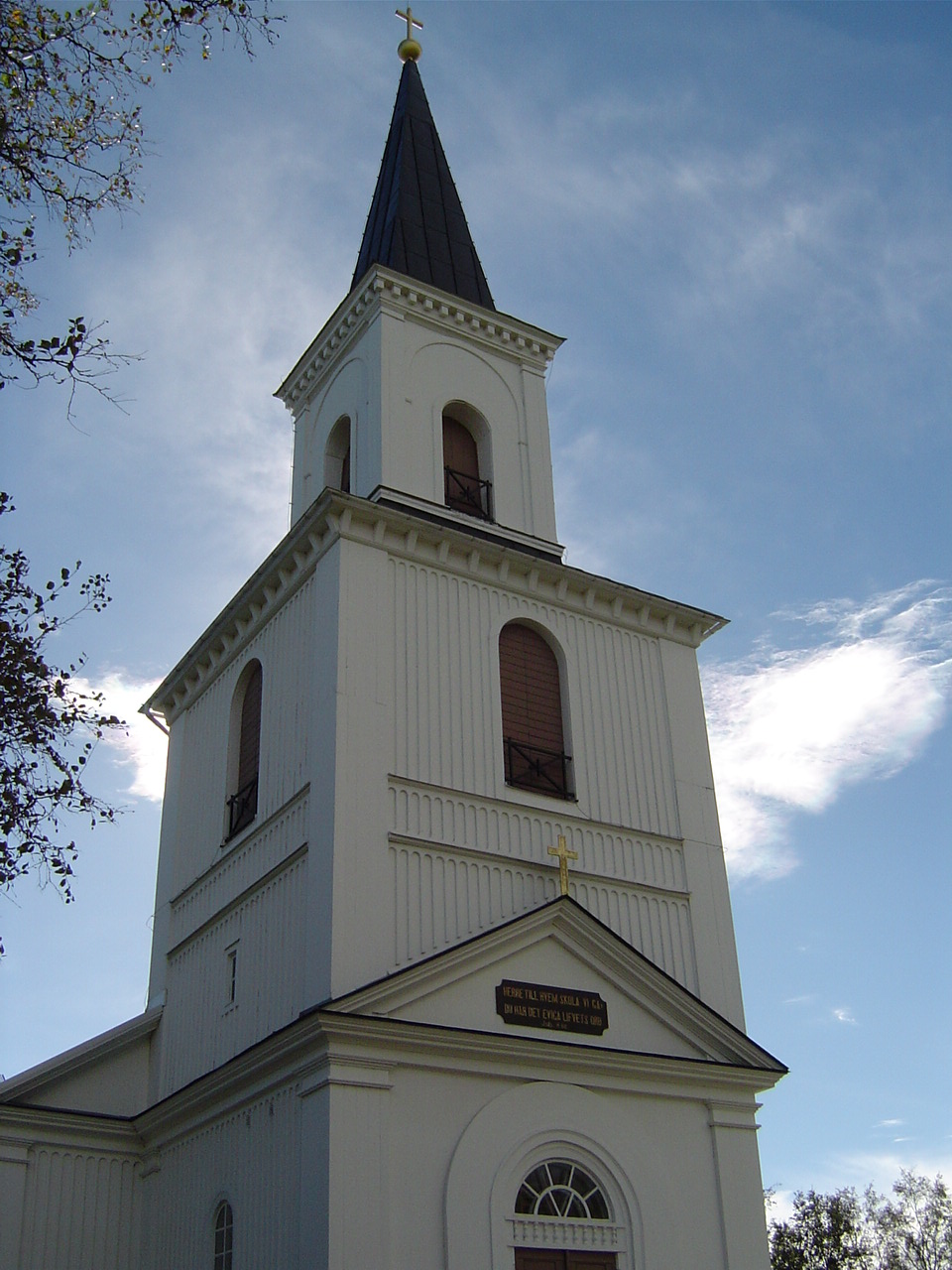
Holmsunds kyrka

Holmsund är en tätort i Umeå kommun vid Umeälvens mynning. Bofasta har funnits i området åtminstone från 1500-talet. Under 1800-talet industrialiserades orten och en hamn anlades. Holmsund blev egen kommun och var så fram till 1960-talet då orten istället uppgick i Umeå kommun. Enligt folkräkningen år 2015 bor 5 962 personer på orten, som därmed är den näst största tätorten i kommunen. Det finns långt gångna planer på ett nytt bostadsområde i Holmsund, kallat Sjöstaden. Om detta genomförs enligt plan så kommer befolkningen att inom några år dubbleras. Himmelska fridens torg är det centrala torget i Holmsund, vilket är rikskänt sedan 1970- och 1980-talet genom Fredrik Burgmans radiokrönikor, där torget ofta nämndes. 

## Historia

### Fäbodställe sedan 1500-talet
Det är oklart när den tidigaste bebyggelsen etablerades inom den nuvarande tätorten Holmsund, men åtminstone från och med 1500-talet fanns här fäbodställen och fiskeplatser nyttjade av bönderna i Röbäck och Teg på andra sidan älven. Troligen låg den äldsta bebyggelsen vid Östra Lövövallen (sydöst om Lövösundet) samt strax söder om Västra Lövövallen (på näset där Holmsundsvägen och järnvägen nu går). I stort sett hela det område som nu kallas för Holmsund hörde då till Lövön.

### En hamn och två sågverk anläggs under 1800-talet

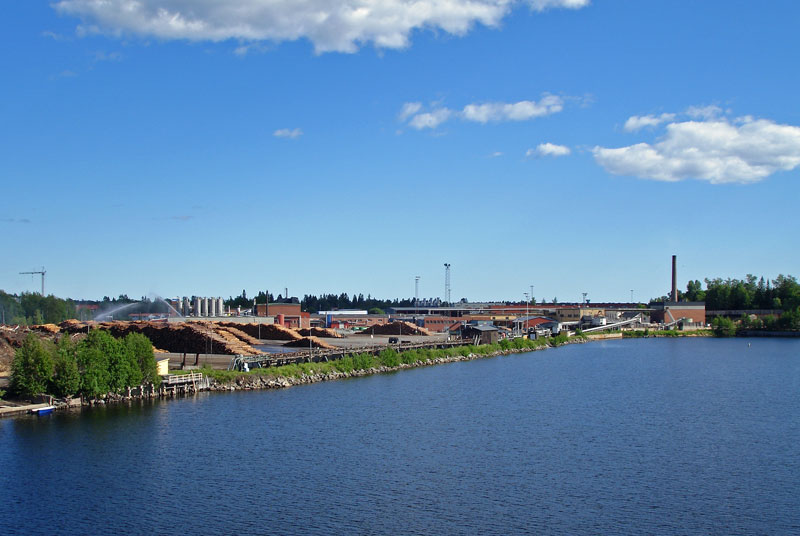
Holmsunds sågverk 2012, numera nedlagt.

Området genomgick under 1800-talet en omfattande industrialisering. Det började med att farleden i Umeälven till Umeå stad i början av 1800-talet blev så grund att större fartyg inte längre kunde använda den. När Umeå 1837 fick reguljära ångbåtsförbindelser med Stockholm kunde endast en del av båtarna gå upp till staden, och bara vid högt vattenstånd. Annars fick fartygen ankra vid Småholmssundet vid nuvarande Holmsund, men riktigt var är oklart. Hamnområdet utvecklades när ägarna till Baggböle sågverk i slutet av 1840-talet anlade en lastageplats vid Småholmssundet och kallade den för Holmsund. År 1857 beslöt Lövö byamän att bygga en kajanläggning strax uppströms Holmsunds lastageplats, det vill säga i Djupvik.
Hamnen och lastageplatsen följdes av en stor industrietablering alldeles norr om Djupvik, Sandviks sågverk 1860. Detta ledde till att Djupviksområdet började bebyggas och försågs med service. År 1885 anlade ägarna av Baggböle sågverk en ångsåg på sin lastageplats, det som blev Holmsunds sågverk.

### Samhället delas upp 1872
När laga skifte av Lövö utjord fastställdes 1872 skedde en uppdelning mellan olika intressenter. De områden som nyttjades av Sandviks sågverk respektive Holmsunds lastageplats styckades av, medan hamnområdet Djupvik däremellan blev en samfällighet. På Västra och Östra Lövövallarna fanns fortfarande fäbodbebyggelse och dessa områden blev ytterligare två samfälligheter.
Firman James Dickson & Co och dess efterföljare Holmsunds AB lät bygga ett helt samhälle för sina arbetare på Västerbacken, väster om den lastageplats som senare blev sågverksområde. Arbetarbaracker, ursprungligen indelade i fyra spisrum, samt en förvaltarbostad tillkom i mitten av 1800-talet. Holmsunds kyrka uppfördes 1860–63, prästgården 1864–65 och skolhusen 1885 respektive 1900. En stor del av denna bebyggelse finns fortfarande kvar.
Sandviksbolagets bebyggelse gav inte samma planerade intryck som Holmsundsbolagets. Samhället Sandvik kom att indelas i såg- och brädgårdsområdet i öster, "kontorsberget" i väster med förvaltarbostad och kontor samt arbetarbostäder längs vägen i områdets södra del. Sandviks skola uppfördes 1898 på berget söder om vägen, "skolberget".
I Djupvik mellan Sandviksbolagets och Holmsundsbolagets respektive områden utvecklades en oreglerad bebyggelse med smågårdar, filialer till Umeås handelshus med mera. Sedan Djupvik och Holmsund brunnit ned 1888 reglerades bebyggelsen i Djupvik på initiativ av Lövö byamän och fick tätortskaraktär.
Öster om dessa områden, ned mot nuvarande järnvägen, fanns mark som ägdes av handlandeänkan Maria Öhman. Där växte en oreglerad kåkbebyggelse fram i slutet av 1800-talet. År 1899 indelades området i 33 tomter, men många av dem var då redan bebyggda. De flesta hus byggdes av sågverksarbetare. Lövö skola byggdes här 1901.

### Egnahemsbyggande under 1900-talet
Under 1930-talet expanderade Holmsundsbolaget genom att man började tillverka monteringsfärdiga trähus, lamellgolv, fanér, dörrar med mera. Det blev bostadsbrist och i samarbete med kommunen tillkom egnahemsområdet Svenskby. Under 1930-talets sista år byggde arbetare här ett 50-tal egnahem med material som subventionerades av bolaget. Dessutom byggde bolaget en villa för den dåvarande disponenten Axel Enström, ritad av Sven Markelius.
Även Sandviksbolagets arbetare byggde sig egnahem, bland annat på Lövövallen och Lövöbacken, men det skedde inte genom några bolagsinitiativ som i Svenskby.
Småhusområdet Eriksdal tillkom under 1960- och 70-talen.

### 1900-talets blomstrande tätort och industrinedläggelser
Järnvägen till Umeå invigdes 1921. Under en period i mitten av 1900-talet fanns många olika affärer och verksamheter på orten. Bland annat biografer, klädaffärer, mataffärer, kaféer och restauranger, kiosker, bokhandel, järnhandel, tygaffär, specerihandel, frisörer, blomsteraffärer, cykelaffär. De flesta av dessa affärer med mera är idag nedlagda.
Medan Holmsundsbolaget, sedermera SCA, expanderade till nya marknader gick det successivt utför för Sandviksbolaget. Sandvikssågen köptes 1915 av Mo och Domsjö AB, som anlade ett nytt och större sågverk, ett nytt hyvleri med mera. Redan 1938 hotades dock verksamheten av nedläggning, men situationen löstes genom att ett avtal om legosågning tecknades med AB Statens Skogsindustrier (ASSI). År 1944 såldes sågverket till konkurrenten Holmsunds AB, som fortsatte att såga för ASSI:s räkning. Några år senare brann sågverket ned, men byggdes upp igen. Det drevs sedan fram till nedläggningen 1962. Såghuset har därefter använts för bland annat AMU-utbildningar. Hyvleriet hade lagts ned redan 1950, varefter byggnaden skänktes till en stiftelse för att användas som sporthall. Denna brann upp i augusti 2006.

### Ytterligare industrinedläggelser under 2000-talet
Den golvfabrik som startades av Holmsunds AB övertogs av Armstrong Floor Products Europe men lades ned 2010.
Holmsunds sågverk övertogs av SCA Timber och lades ned 2012. Dock har Hybricon, som tillverkar elbussar, tillkommit under senare år. 

### Skolhistorik
Sandviks skola, Lövöskolan och Kyrkskolan byggdes kring 
sekelskiftet 1900. Det var ”Bolagen” som byggde och drev dem. Under 1920-talet övergick de till församlingen på orten och därefter till den borgerliga kommunen. 1952 beslöt kommunalfullmäktige i Holmsund att bygga 
Centralskolan (Skärgårdsskolan), och den invigdes 1957 som 
en av länets första 9-åriga enhetsskolor. Storsjöskolan med 
badhuset invigdes 1972 och fram till 2000-talet har också 
Skärgårdsskolan byggts ut i flera omgångar.

## Administrativa tillhörigheter
Holmsund var en ort i Umeå socken och efter kommunreformen 1862 låg den i Umeå landskommun. 1918 bildades Holmsunds landskommun och här inrättades 3 februari 1933 Holmsunds municipalsamhälle från bland annat Djupviks municipalsamhälle. 1947 ombildades landskommunen till Holmsunds köping dit även Obbola municipalsamhälle, inrättat 1939  uppgick. 1971 ombildades köpingen till Holmsunds kommun med Holmsund som centralort. 1974 uppgick denna kommun i Umeå kommun.
I kyrkligt hänseende har Holmsund före 1863 hört till Umeå landsförsamling, därefter till Holmsunds församling. Denna inrättades som en kapellförsamling sedan James Dickson & Co byggt kyrkan vid sin lastageplats. Fram till den 1 maj 1918 svarade James Dickson & Co och efterföljaren Holmsunds AB för församlingens ekonomi, inklusive prästernas löner och förmåner samt alla övriga utgifter för både kyrkan och den näraliggande kyrkskolan.
Orten ingick före 1965 i Umeå tingslag, därefter till 1971 i Västerbottens södra domsagas tingslag. Från 1971 till 1972 ingick orten i Umebygdens domsaga och den ingår sedan 1974 i Umeå domkrets.

## Befolkningsutveckling
| Befolkningsutvecklingen i Holmsund 1960–2020          | Befolkningsutvecklingen i Holmsund 1960–2020 | Befolkningsutvecklingen i Holmsund 1960–2020 | Befolkningsutvecklingen i Holmsund 1960–2020 | Befolkningsutvecklingen i Holmsund 1960–2020 |
| ----------------------------------------------------- | -------------------------------------------- | -------------------------------------------- | -------------------------------------------- | -------------------------------------------- |
|                                                       |                                              |                                              |                                              |                                              |
| År                                                    |                                              |                                              | Folkmängd                                    | Areal (ha)                                   |
| 1960                                                  | 1960                                         |                                              | 4 067                                        |                                              |
| 1965                                                  | 1965                                         |                                              | 4 256                                        |                                              |
| 1970                                                  | 1970                                         |                                              | 4 717                                        |                                              |
| 1975                                                  | 1975                                         |                                              | 5 467                                        |                                              |
| 1980                                                  | 1980                                         |                                              | 6 012                                        |                                              |
| 1990                                                  | 1990                                         |                                              | 5 906                                        | 492                                          |
| 1995                                                  | 1995                                         |                                              | 5 771                                        | 547                                          |
| 2000                                                  | 2000                                         |                                              | 5 634                                        | 547                                          |
| 2005                                                  | 2005                                         |                                              | 5 482                                        | 548                                          |
| 2010                                                  | 2010                                         |                                              | 5 489                                        | 548                                          |
| 2015                                                  | 2015                                         |                                              | 5 962                                        | 752                                          |
| 2020                                                  | 2020                                         |                                              | 6 046                                        | 777                                          |
| Anm.: sammanvuxen 2015 med småorten Kroklandet östra. |                                              |                                              |                                              |                                              |

## Bostadsområden i Holmsund
Området har sedan 1800-talet omfattat fyra delar: Lövön (ursprungligen hela området, senare norra och östra delen), Sandvik (omkring Sandviks Ångsågs AB), Djupvik (i anslutning till den gamla hamnen och den framväxande tätorten) samt det egentliga Holmsund (kring trävaruföretaget Holmsunds AB och Västerbacken). Till detta har sedermera kommit villaområdena Svenskby, Lövövallen och Eriksdal. Tätorten omfattar även Umeå hamn. Förutom att Umeå hamn ligger i Holmsund är orten även känd för sin golfbana och sitt badhus (äventyrsbad).

### Sjöstaden
Ett helt nytt bostadsområde skall byggas i Holmsund, Sjöstaden. Det presenterades ursprungligen som Skärgårdsstaden men bytte namn 2018. Bostadsområdet skall ligga på det gamla industriområdet vid Djupvikshamnen. Ett planprogram håller på att tas fram, planprogrammet beräknades vara klart under 2019. Enligt kommunens beräkningar kommer området byggas i etapper och vara klart efter 15-20 år. 
I maj 2020 togs första spadtaget till områdets livsmedelsbutik.

## Himmelska fridens torg
Himmelska fridens torg är det centrala torget i Holmsund. Namnet på torget myntades av journalisten Fredrik Burgman. Genom sina radiokrönikor under 1970-talet och 1980-talet, där ett stående inslag var Rapport från ljugarbänken på Himmelska fridens torg, gjorde Burgman torget rikskänt. Burgman ska ha menat att det namnet var mer passande för ett torg i Holmsund än för ett torg i Peking, eftersom det skedde så lite i Holmsund jämfört med i Peking.
I anslutning till torget ligger en matvarubutik (Coop). I närheten finns också restaurang, apotek, bank, kiosk, frisör och blomaffär.

## Kommunikationer
I Holmsund ligger Umeå hamn som är en av de största i Norrland. Färjetrafik till Vasa i Finland har funnits under lång tid. 
Europaväg 12 och turistvägen Blå vägen, längs gamla vattenleder, utnyttjar färjeförbindelsen till Finland. Den senare börjar i norska Træna och leder till Pudozj i Ryssland, den förra följer samma sträckning från Mo i Rana till Umeå, men följer numera en annan rutt i staden och ut till Holmsund. Vidare från Vasa går E12 till Helsingfors, inte till Ryssland.
Mellan Holmsund och Obbola finns Holmsundsbron och Obbolabron.

## Vindkraft
Längst ute på Hillskär i Holmsund står två vindkraftverk, varav ett var ett av Sveriges största vindkraftverk med en rotorbladsdiameter på 90 meter.

## Sport
Umeå Golfklubbs 27-hålsbana ligger i Holmsund. I en undersökning (2001) av Sveriges golfbanor blev denna golfbana rankad fyra i landet. De stora idrottsföreningarna på orten är Holmsund City Innebandy Club, Sandviks IK och IFK Holmsund. Sandviks IK har fostrat VM-medaljörerna Christer Wallin (simning) och Svante Rasmuson (modern femkamp). Sandviks fotbollslag har under senare år också tillhört de bättre i Umeåregionen med spel i division två Norrland. IFK Holmsund är mest känt för säsongen i Fotbollsallsvenskan 1967, men fotbollslaget var även under många år ansett som Norrlands bästa med spelare som till exempel Vinnie Jones, Gösta Nordahl och Pekka Utriainen. Fotbollsverksamheten upphörde 2008 men återupptogs 2009. På orten finns även sporterna gymnastik och basket representerade i klubbarna Holmsundsgymnasterna respektive KFUM Coasters.

## Kända personer från Holmsund
- Thommy Abrahamsson ishockeyspelare, född i Holmsund
- Christer Abris ishockeyspelare, född i Holmsund
- Hjalmar Bergström skidåkare, född i Holmsund
- Fredrik Burgman, journalist, radioröst och författare.
- Kjell-Olof Feldt, statsråd (s), född i Holmsund.
- Kent Forsberg ishockeytränare, född i Holmsund.
- Gus Forslund ishockeyspelare, född i Holmsund och förste svensken i NHL.
- Thure Jadestig riksdagsman (s), född i Holmsund
- Kurt Ove Johansson riksdagsman (s), född i Holmsund
- Frida Kröger-Nygren modern femkamp, uppväxt i Holmsund
- Björn Lind skidåkare dubbel OS-guldmedaljör vid OS i Turin 2006
- Eva-Lena Lundgren  Fröken Sverige och 3:a i Miss Universum uppväxt i Holmsund
- Lisa Miskovsky, artist, född i Holmsund.
- Frida Selander  musiker uppvuxen i Holmsund
- Kristofer Steen, gitarrist, uppväxt i Holmsund.
- Elon Sundström ishockeyspelare, född i Holmsund
- Annika Uvehall simmare, uppväxt i Holmsund
- Christer Wallin simmare, uppväxt i Holmsund
- Kay Wiestål fotbollsspelare, entreprenör och grundare av Victoria-dagen på Öland, född i Holmsund